# صنفين (حبيش)
صنفين محلة تابعة لقرية الجحار، التابعة لعزلة وادي المعقاب بمديرية حبيش إحدى مديريات محافظة إب في الجمهورية اليمنية، بلغ تعداد سكانها 113 حسب تعداد اليمن لعام 2004.